# Арыджан, Фикрет
Фикре́т Арыджа́н (тур. Fikret Arıcan; 17 июля 1911, Стамбул, Османская империя — 25 мая 1994, Стамбул) — турецкий футболист и футбольный тренер, играл на позиции нападающего. Участник летних Олимпийских игр 1936 года.

## Биография

### Клубная карьера
В возрасте 15 лет Арыджан дебютировал за «Фенербахче», в котором затем отыграл всю футбольную карьеру. В составе «жёлтых канареек» он играл в течение 20 сезонов, за которые в общей сложности 205 матчей и забил 106 голов. Арыджан входит в топ-5 лучших бомбардиров в истории «Фенербахче».

### Карьера в сборной
В составе сборной Турции принимал участие на олимпийском футбольном турнире 1936 года, где сыграл в матче со сборной Норвегии (0:4). Всего за сборную Турции сыграл 8 матчей и забил 2 гола.

### Тренерская и административная карьера
В периоды с 1945 по 1947 год, а затем в 1955 году работал главным тренером «Фенербахче».
С 1984 по 1986 год занимал должность президента спортивного объединения «Фенербахче».

### Смерть
Скончался 25 мая 1994 года в возрасте 82 лет.

## Достижения
«Фенербахче»
- Чемпион Стамбульской лиги (7): 1929/30, 1932/33, 1934/35, 1935/36, 1936/37, 1943/44, 1946/47
- Победитель Национального дивизиона[англ.] (5): 1937, 1940, 1943, 1945, 1946
- Обладатель Кубка премьер-министра Турции[англ.] (2): 1945, 1946
- Обладатель Стамбульского кубка[англ.] (1): 1945